# Вспученный перлит
Вспу́ченный перли́т — продукт измельчения и термической обработки кислого вулканического стекла перлита или пехштейна.

## Получение
Вода в исходном перлите находится в двух основных формах: свободной (на поверхности породы) и связанной. Наличие воды и придает перлиту способность вспучиваться при нагревании. Вода снижает точку размягчения породы и действует, как средство её расширения в расплавленном состоянии.
Вспучивание перлита осуществляется в печах методом термического удара при 900—1100 °С. При этом перлит переходит в пиропластическое состояние. Выделение газов, главным образом Н2О, носит характер взрыва, и стекло вспенивается, образуя вспученный перлит с высокой вязкостью. Вместе с водой во вспучивании участвуют и другие газы: Н2, N2, СО2, СО, однако роль их второстепенна. Связанная вода, испаряясь, создаёт бесчисленные мельчайшие пузырьки в размягчённой массе. Порода распадается на шарообразные зёрна с увеличением в объёме в 4-20 раз и пористостью до 70-90 %.
Вспучивание перлита может производиться в одну или две стадии термообработки, что определяется процентом содержания воды в исходном сырье. Если количество воды не превышает 3,5 %, то вспучивание перлита производится при однократном обжиге при температуре 900—1100° С. Если содержание воды большее, избыточное её количество предварительно удаляют при 300—450° С.

## Свойства
По внешнему виду представляет собой песок или щебень (в зависимости от степени предварительного измельчения), окраски от снежно-белой до серо-белой, без запаха.
Вспученный перлит производится различного фракционного состава: от перлитовой пудры (менее 0,14 мм) до перлитового щебня (10-20 мм).
Насыпная плотность перлитового песка колеблется от 45 до 200 кг/м3, щебня — 500 кг/м3. Теплопроводность зависит от плотности. .

## Применение
В зависимости от размера зерен и области применения выделяют: фильтроперлит (0-0,16 мм), строительный перлит (фракция 0,16-1,25 мм), агроперлит (1-5 мм). В строительстве перлит применяется для теплоизоляционных засыпок, как наполнитель для лёгких бетонов и теплоизоляционных строительных растворов, для фильтрации в различных областях промышленности.